# Demokratizacija
Demokratizacija je naziv za proces kojim se društveno-političko uređenje jedne države preoblikuje i prolazi kroz tranziciju prema demokraciji i napuštanje ne-demokratskih (autoritarnih ili totalitarnih) oblika vladavine. Pod demokratizacijom se mogu podrazumijevati procesi različitog sadržaja, intenziteta i trajanja - od radikalnih revolucija do postepenih reformi koje mogu trajati vijekovima. Kao primjer mogu poslužiti neke od država Zapadne Europe gdje je demokratizacija započela s tzv. građanskim revolucijama u 17. i 18. st., odnosno gdje su postavljeni temelji današnjeg modernog koncepta demokracije. Demokratizacija obično tzv. demokratskom konsolidacijom, gdje demokratski poredak postaje tako čvrst i ukorijenjen oblik vlasti da se više ne može ni zamisliti ne-demokratska alternativa; kao primjer može poslužiti Ujedinjeno Kraljevstvo. S druge strane, proces demokratizacije se također može prekinuti, odnosno demokratizirane zemlje se mogu vratiti u pred-demokratsko ili ne-demokratsko stanje zbog ekonomske i političke nestabilnosti; kao primjer za to može poslužiti Argentina u 20. stoljeću.
Pred kraj 20. stoljeću, zahvaljujući padu komunizma, je veliku popularnost.

## Vanjskee poveznice
- International IDEA
- Did the United States Create Democracy in Germany?  Arhivirana inačica izvorne stranice od 25. veljače 2017. (Wayback Machine)